# Werner Elsner
Werner Elsner (* 20. April 1899 in Goldberg, Kreis Goldberg, Provinz Schlesien; † 19. Juli 1977 in Berlin-Zehlendorf) war ein deutscher Verwaltungsjurist und Kommunalpolitiker der NSDAP. Er war von 1935 bis 1943 Oberbürgermeister der Stadt Liegnitz in der preußischen Provinz Niederschlesien.

## Leben

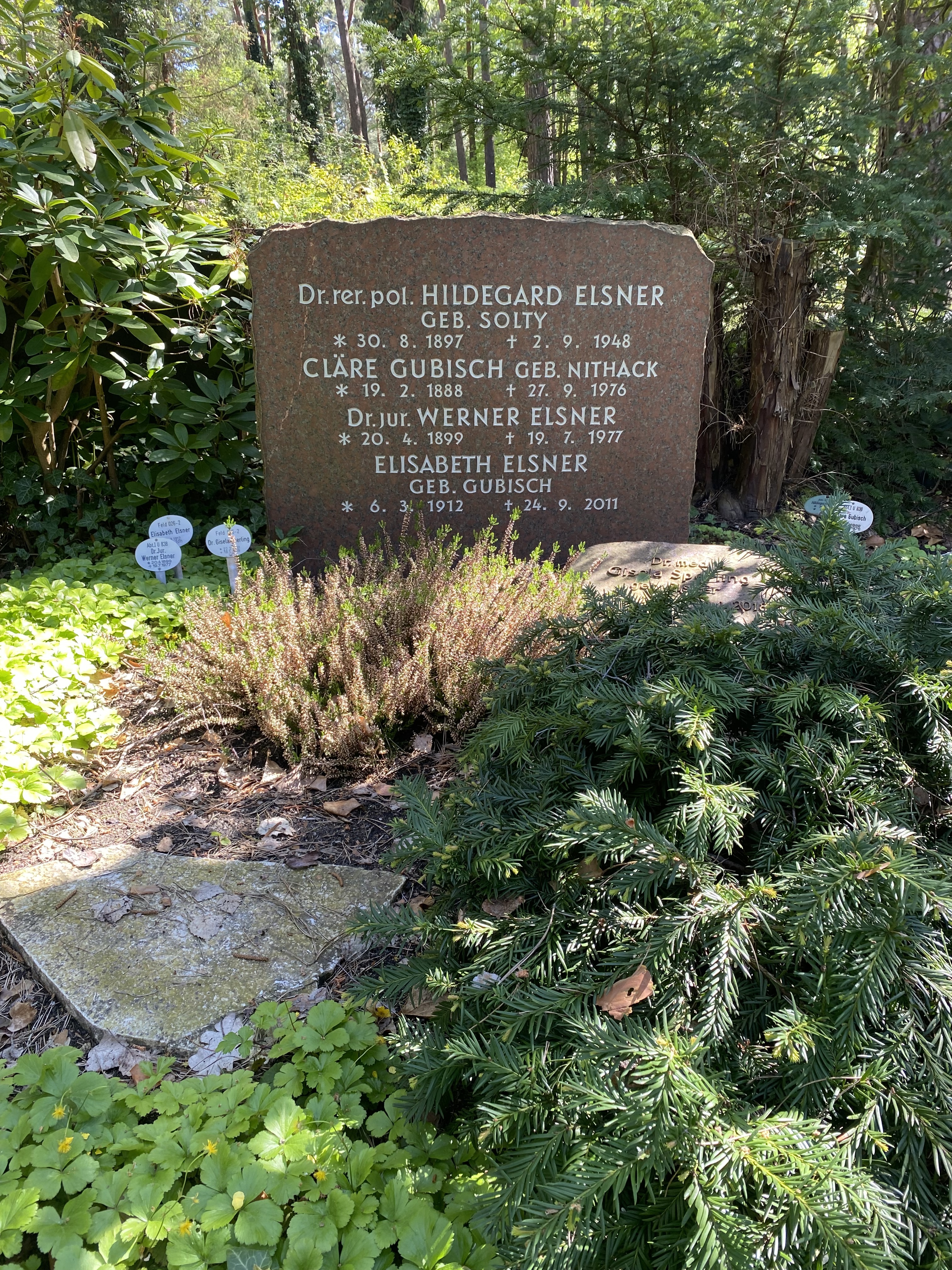
Grabstätte auf dem Waldfriedhof Zehlendorf

Nach dem Schulbesuch studierte und promovierte Elsner zum Dr. jur. Am 5. September 1935 wurde er als bisheriger Stadtrat kommissarisch und im April 1936 definitiv für zwölf Jahre zum Oberbürgermeister von Liegnitz ernannt. Am 14. August 1937 beantragte er die Aufnahme in die NSDAP und wurde rückwirkend zum 1. Mai desselben Jahres aufgenommen (Mitgliedsnummer 4.738.106). Er blieb bis zum Sommer 1943 im Amt und wurde von Richard Hengst abgelöst.
Während seiner Amtszeit wurde bei den Novemberpogromen am Abend des 9. November 1938 die Synagoge in Liegnitz in Brand gesteckt und mehrere jüdische Geschäfte geplündert und zerstört. Bis Herbst 1942 mussten die meisten Juden die Stadt verlassen.
Nach Kriegsdienst und Gefangenschaft bis 1946 war Elsner 1948–1953 Bürgermeister in Gießen. 1953 wurde er Bundesrichter am Bundesverwaltungsgericht in Berlin und dort 1956 Senatspräsident des V. Senats. 1967 trat er in den Ruhestand.
1970 war Elsner in Wuppertal Mitbegründer und erster Vorsitzender der Historische Gesellschaft Liegnitz e. V. An seinem Lebensende schrieb er drei Bände über die Stadtgeschichte von Liegnitz, darunter auch einen Band speziell über die Zeit des Nationalsozialismus aus seiner Sicht.
Er ruht auf dem Waldfriedhof Zehlendorf.

## Publikationen (Auswahl)
- (mit Oberbürgermeister Hans Charbonnier und anderen Autoren): Die Stadt Liegnitz. Deutscher Kommunal-Verlag, Berlin-Friedenau, 1927.
- Kommunale Gegenwartsfrage der Stadt Liegnitz. Vortrag im städtischen Festsaal am 27. Juni 1935. Liegnitz, 1935.
- Liegnitzer Stadtgeschichte von ihren Anfängen bis zum Ende der Oertel-Zeit nach den Chroniken dargestellt. Lorch/Württemberg, 1971.
- Liegnitzer Stadtgeschichte in den letzten Jahren der Kaiserzeit und in der Weimarer Republik. Lorch/Württemberg, [1975].
- Liegnitzer Stadtgeschichte 1933–1945. 1978.